# Piton Lacroix
Piton Lacroix är en bergstopp i Martinique. Den ligger i den västra delen av Martinique, 9 km nordväst om huvudstaden Fort-de-France. Toppen på Piton Lacroix är 1 197 meter över havet. Det är den högsta punkten i bergskedjan Pitons du Carbet.